# Sachiko Fukunaka
Sachiko Fukunaka (em japonês:  福中 佐知子; Chiba, 5 de abril de 1946) é uma ex-jogadora de voleibol do Japão que competiu nos Jogos Olímpicos de 1968.
Em 1968, ela fez parte da equipe japonesa que conquistou a medalha de prata no torneio olímpico, no qual atuou em sete partidas.